# Бад-Гофгаштайн
Бад-Гофгастайн — містечко та ярмаркова громада в Австрійській землі Зальцбург. Місто належить округу Санкт-Йоганн-ім-Понгау.

## Розташування
Бад-Гофгастайн розташоване в центрі долини, на висоті 859 метрів над рівнем Адріатичного моря. 

## Галерея

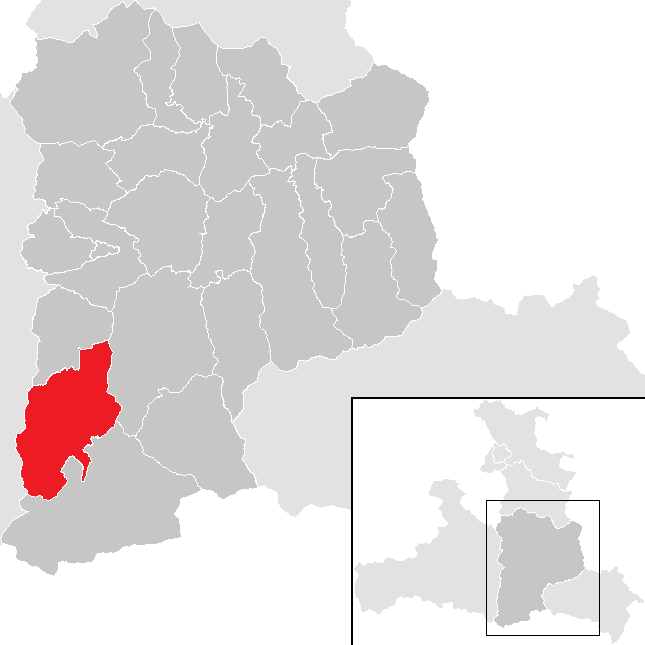
Бад-Гофгастайн на мапі округу
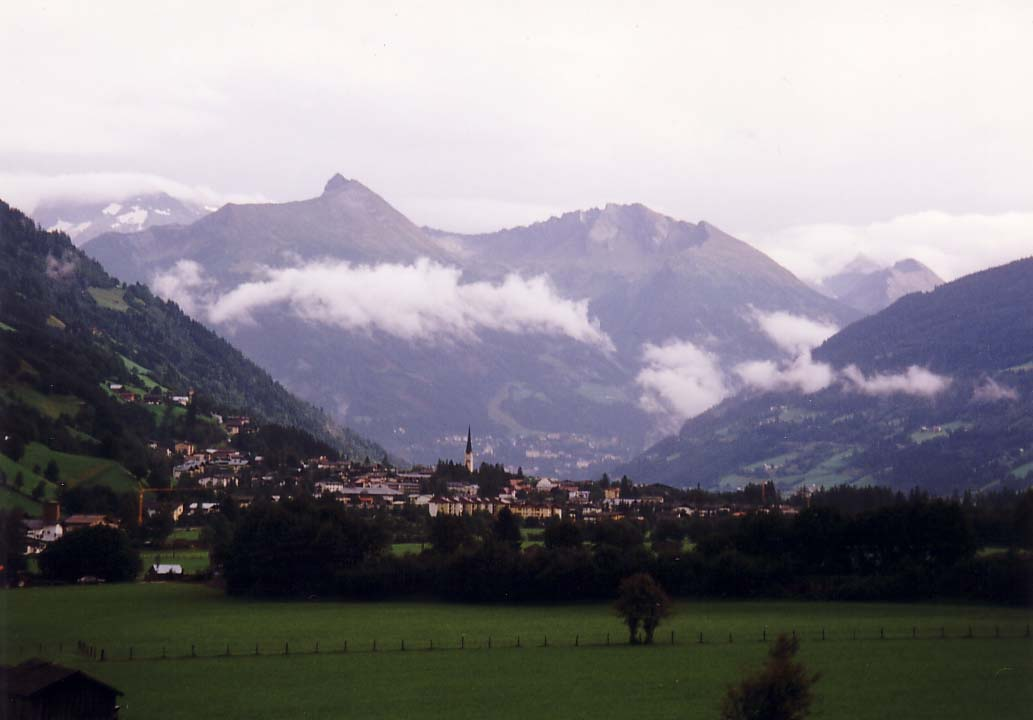
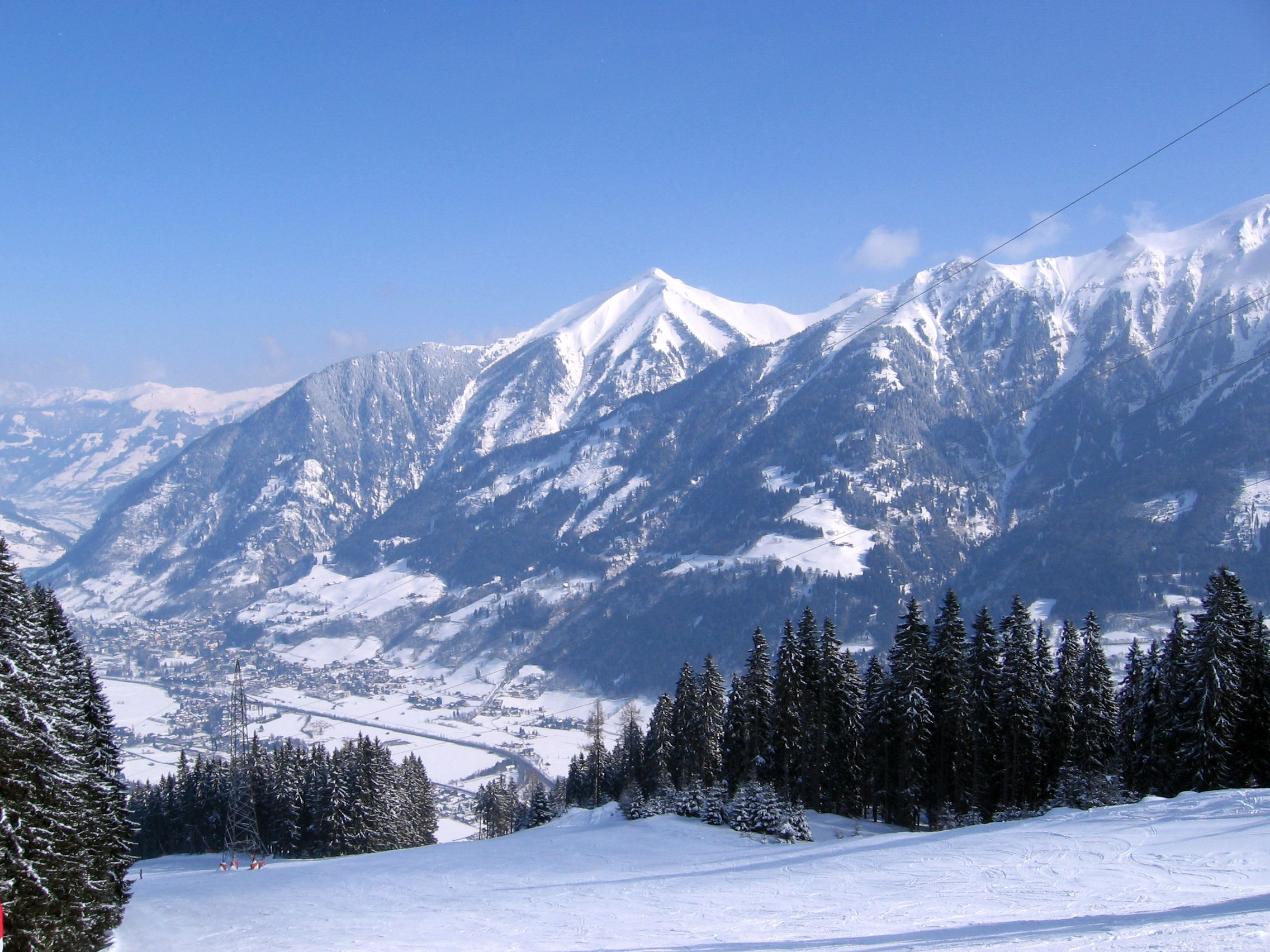
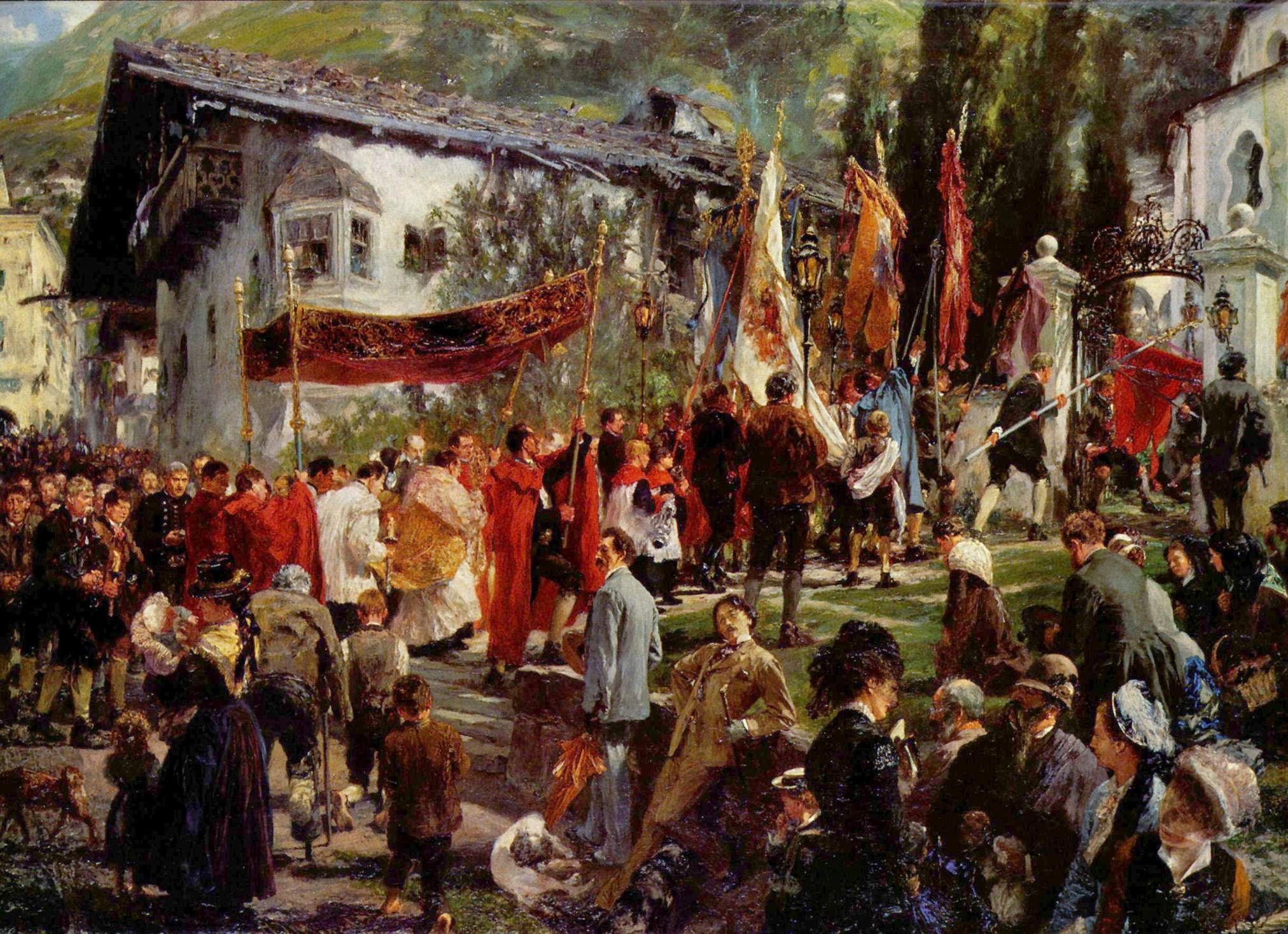
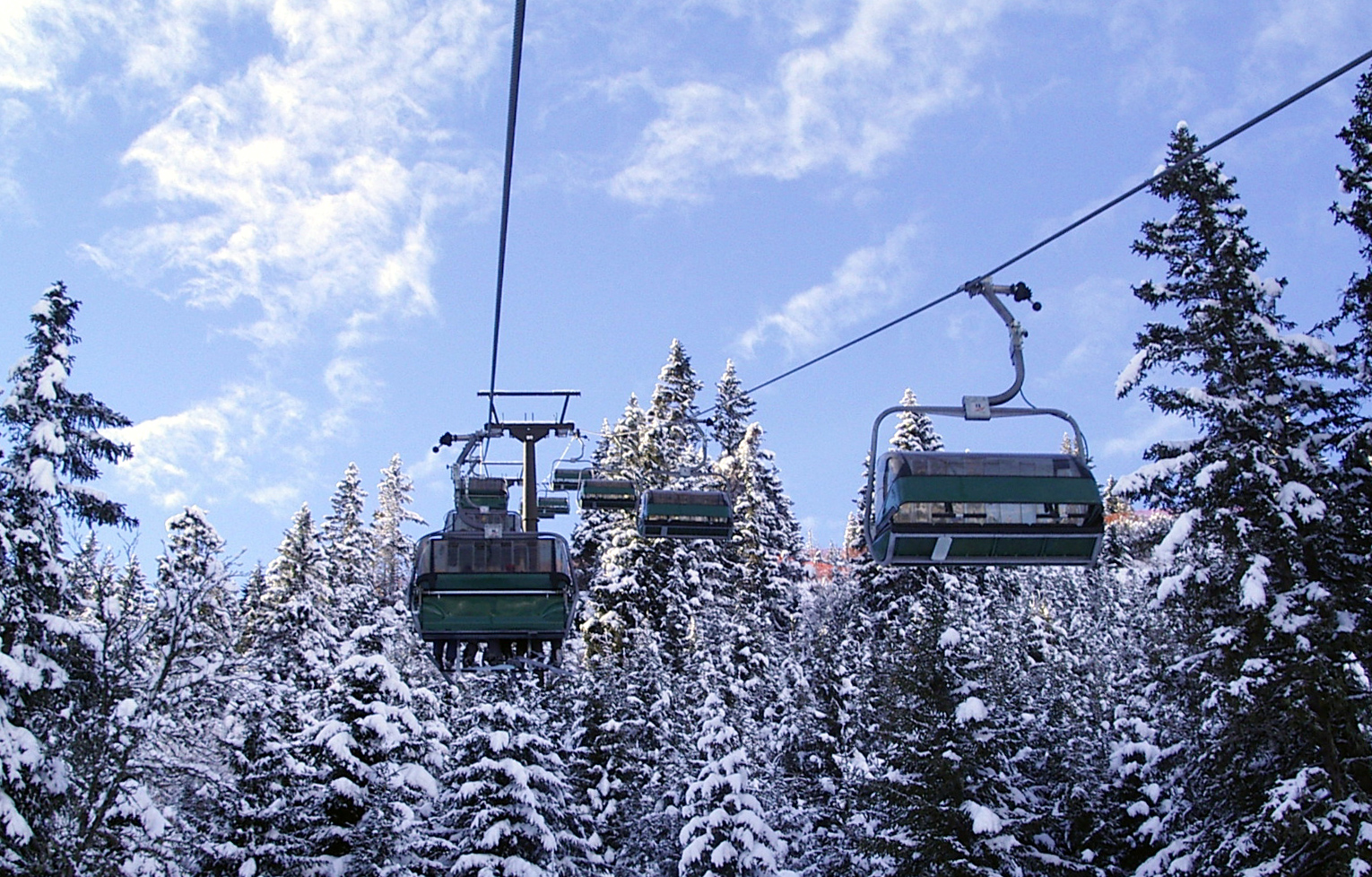
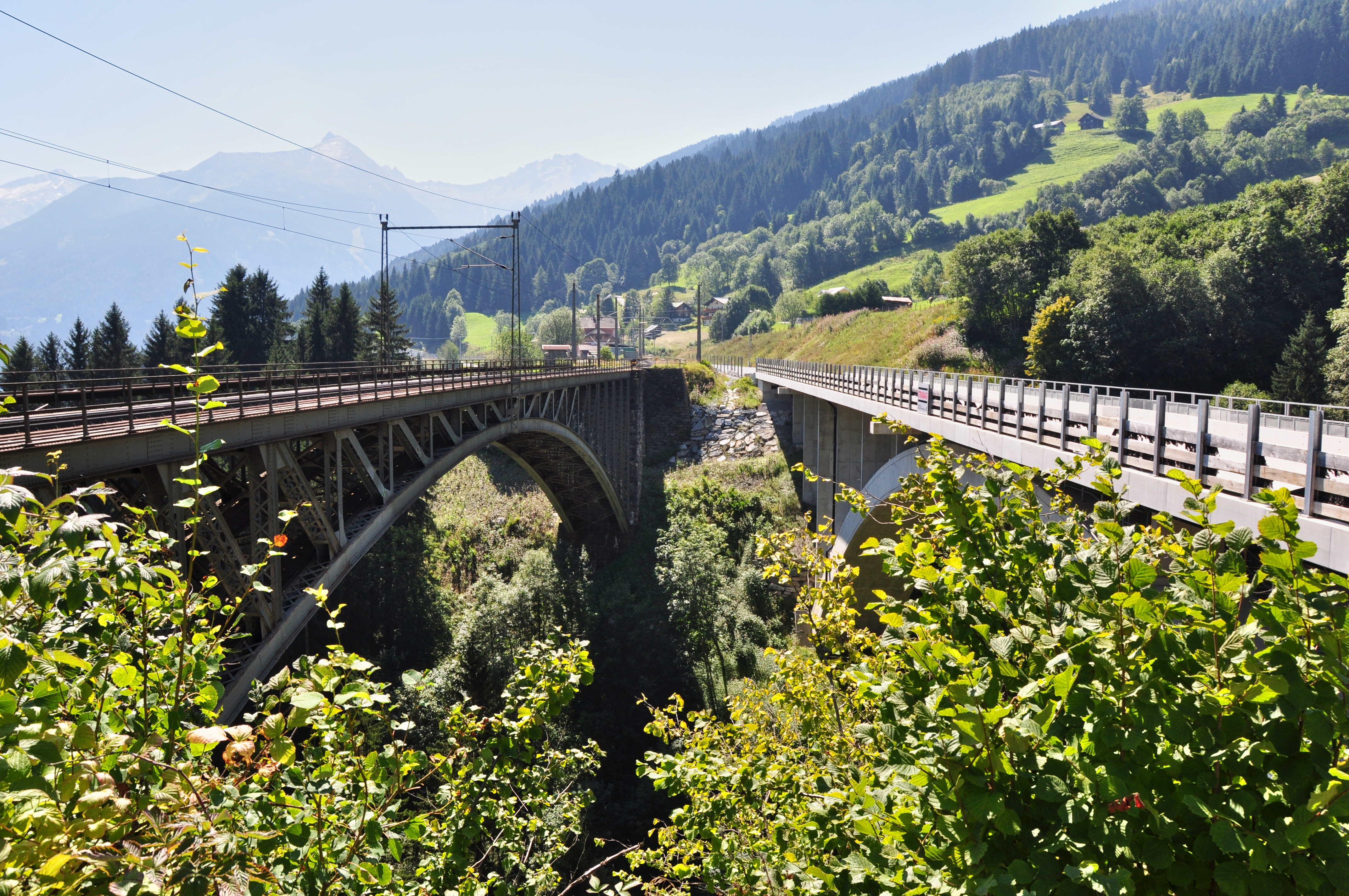
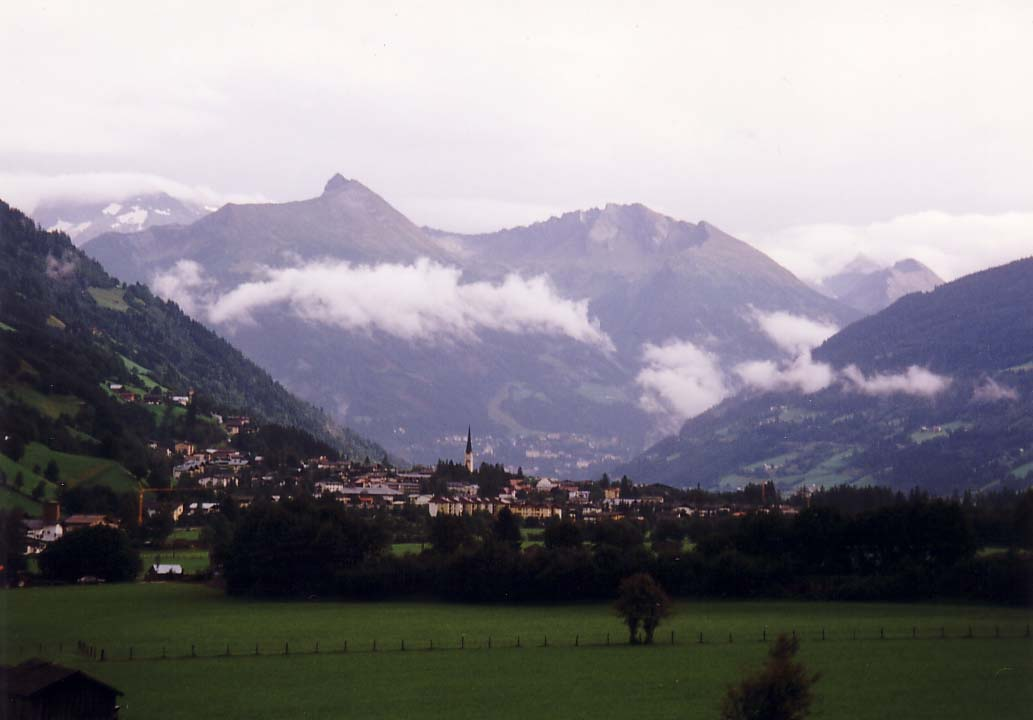
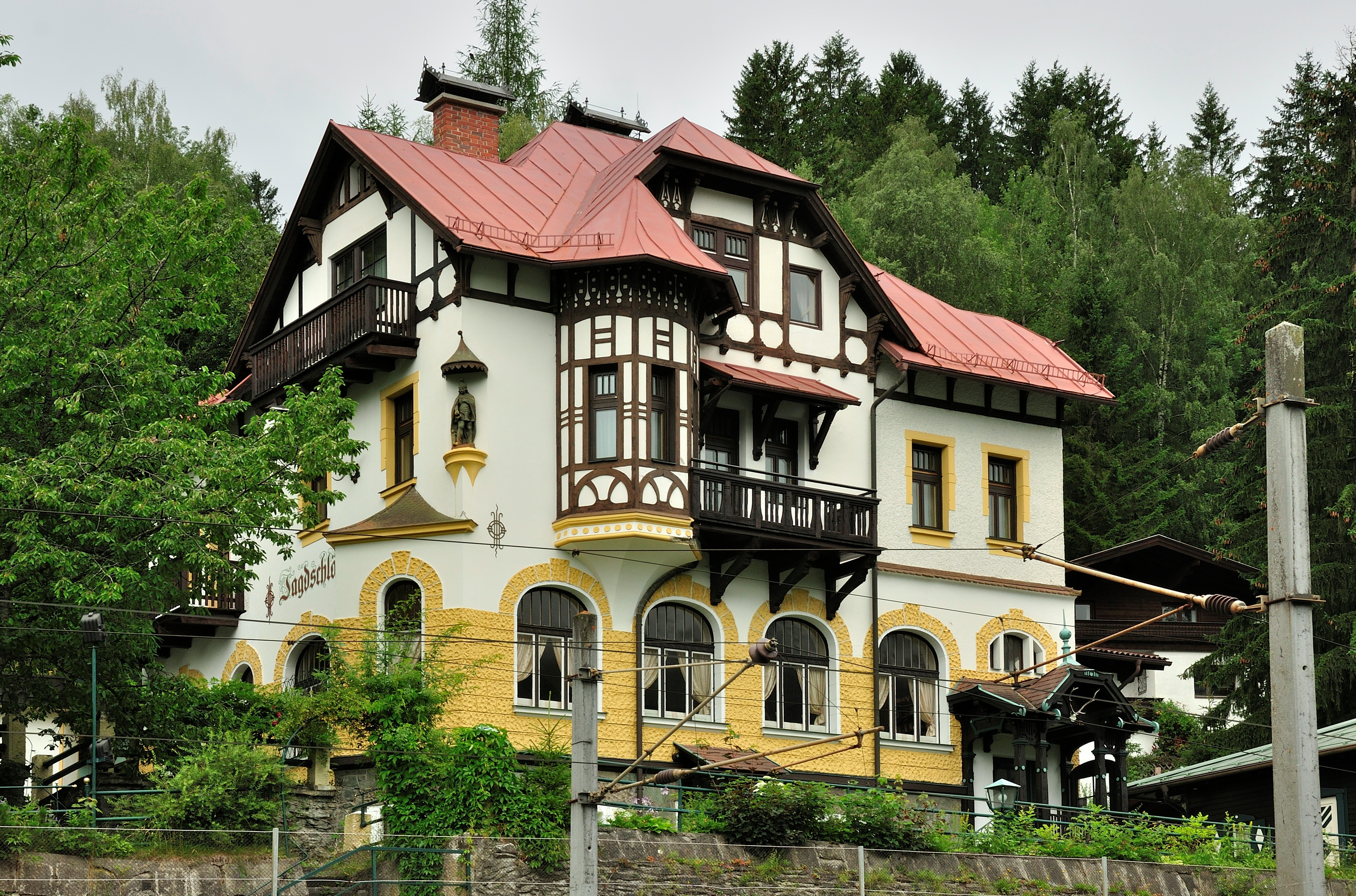
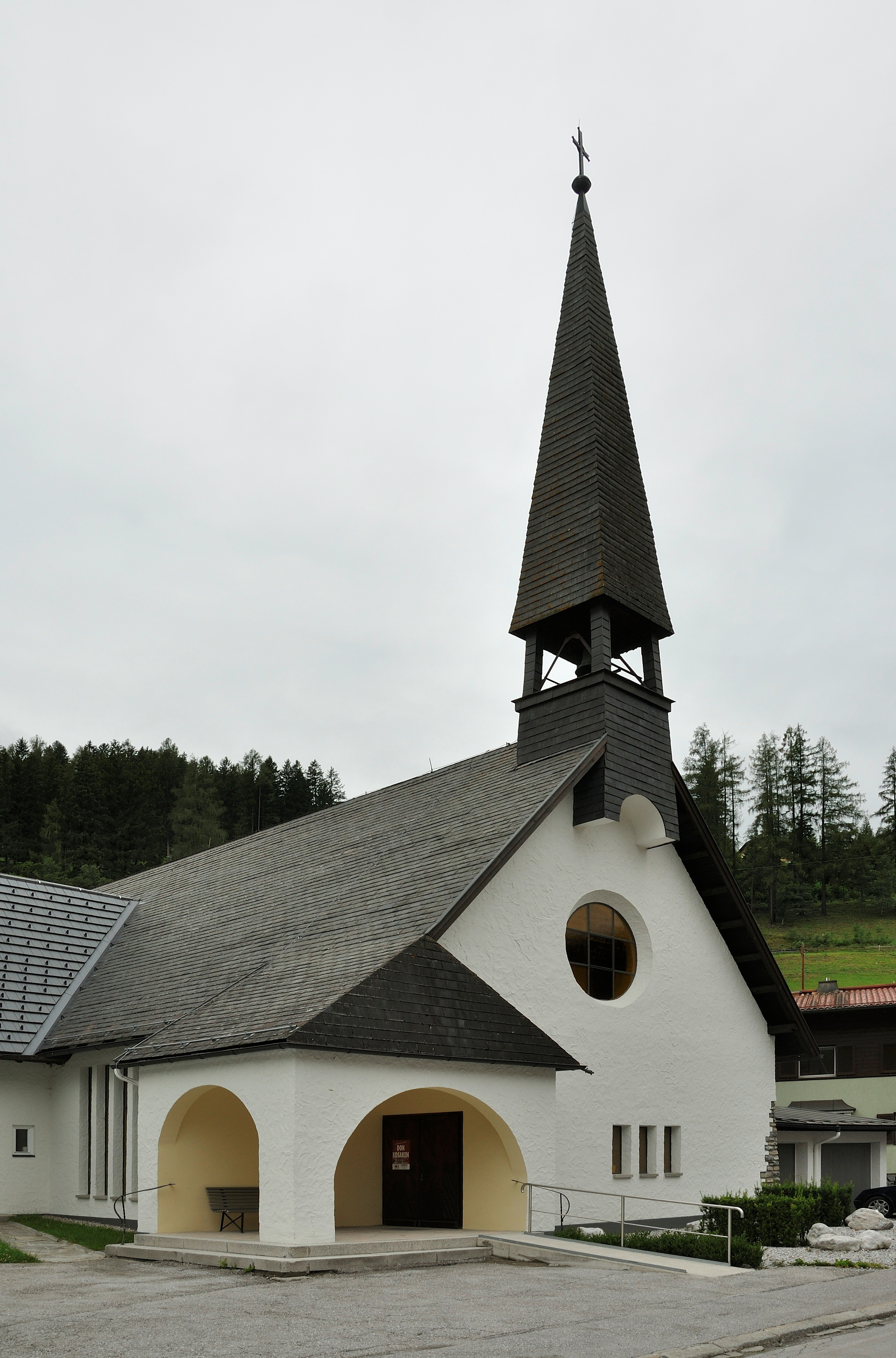
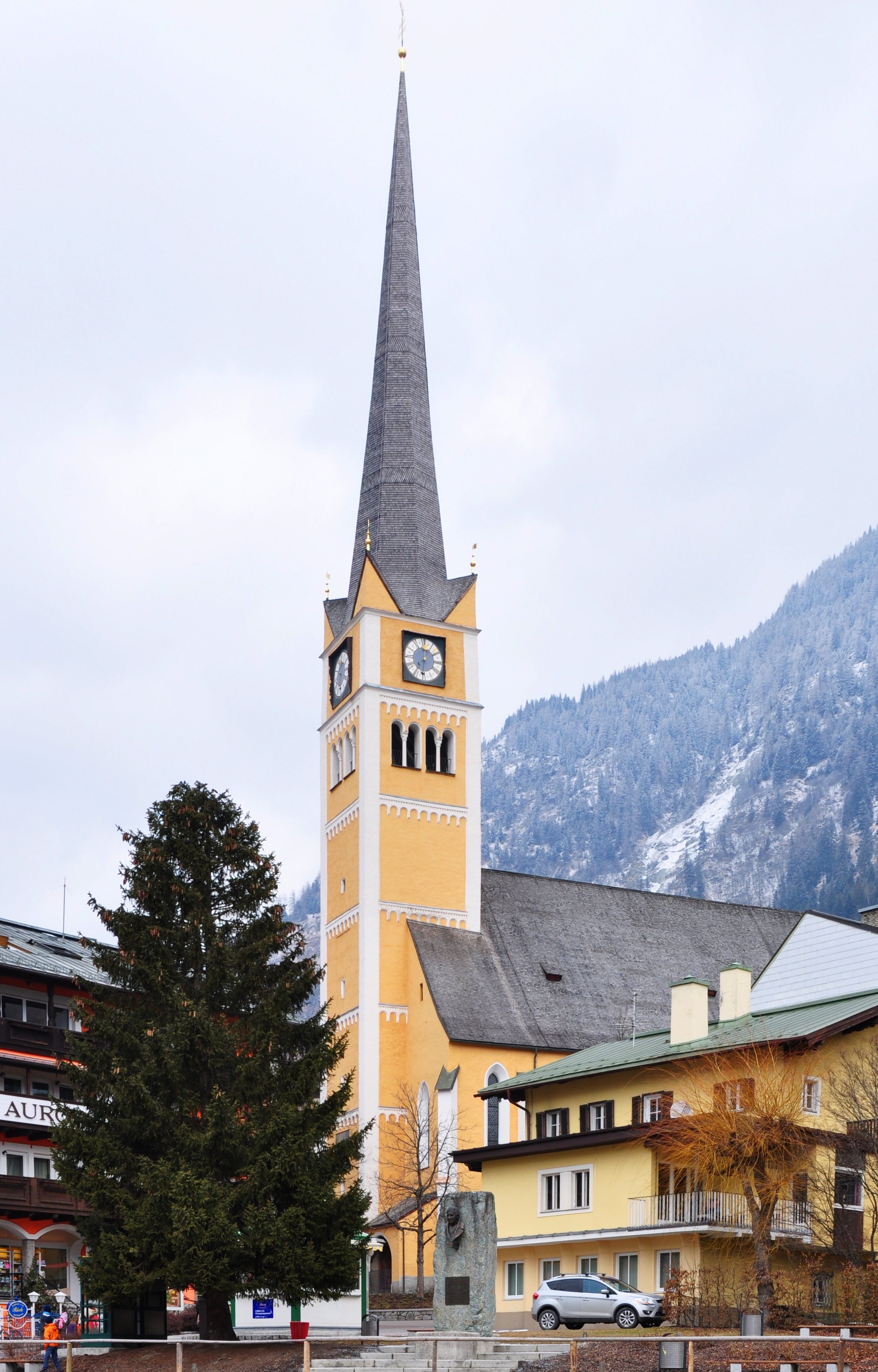
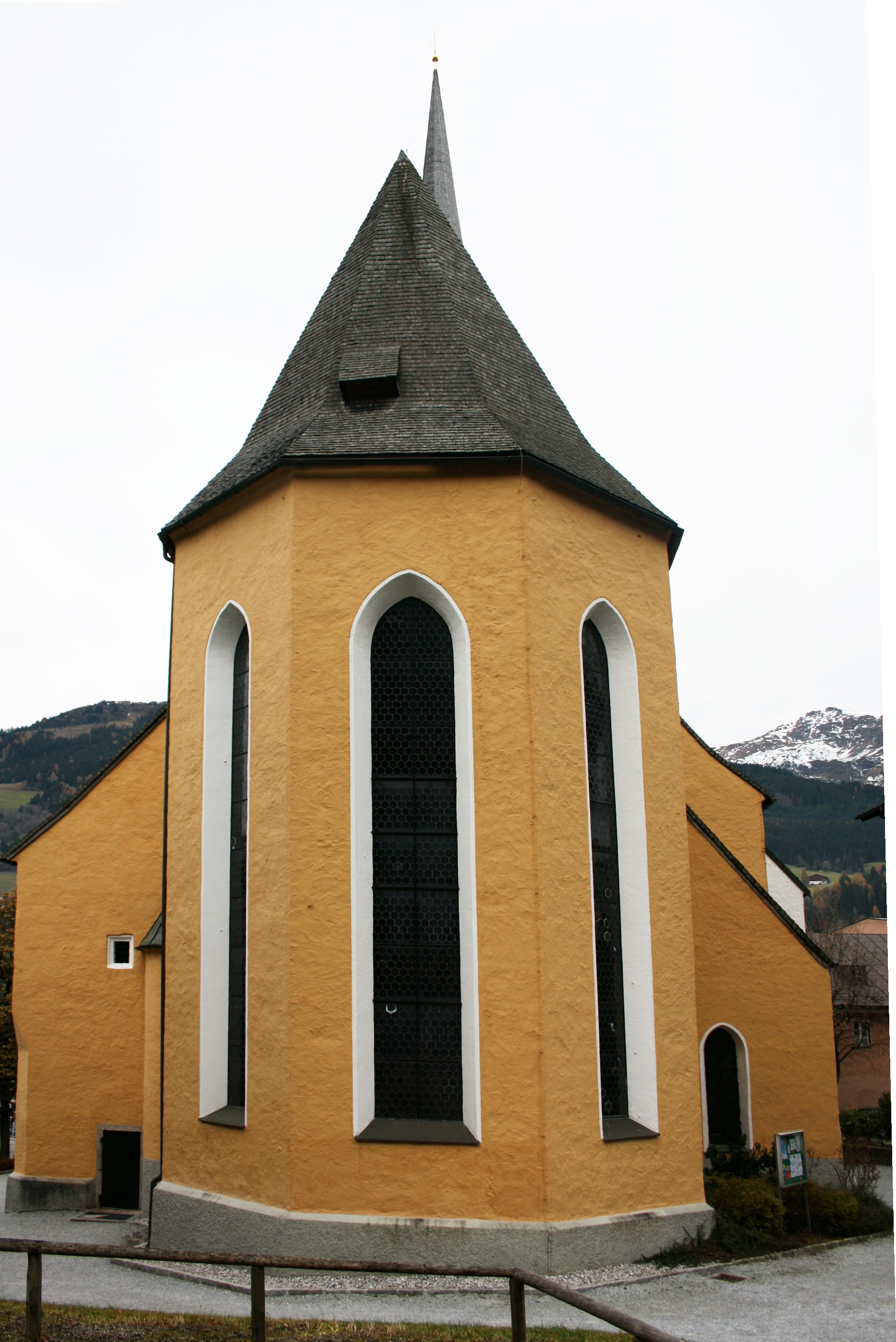
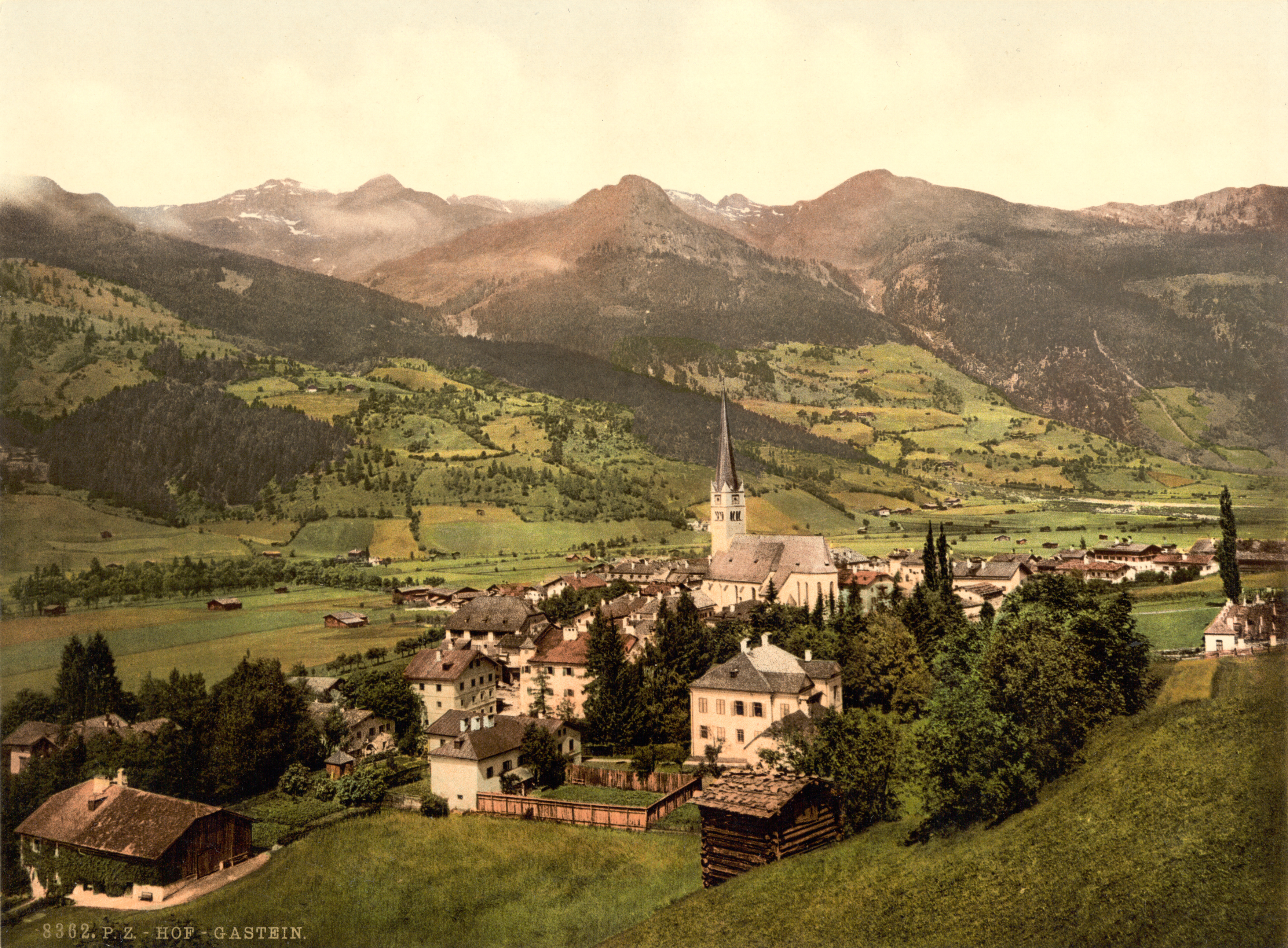
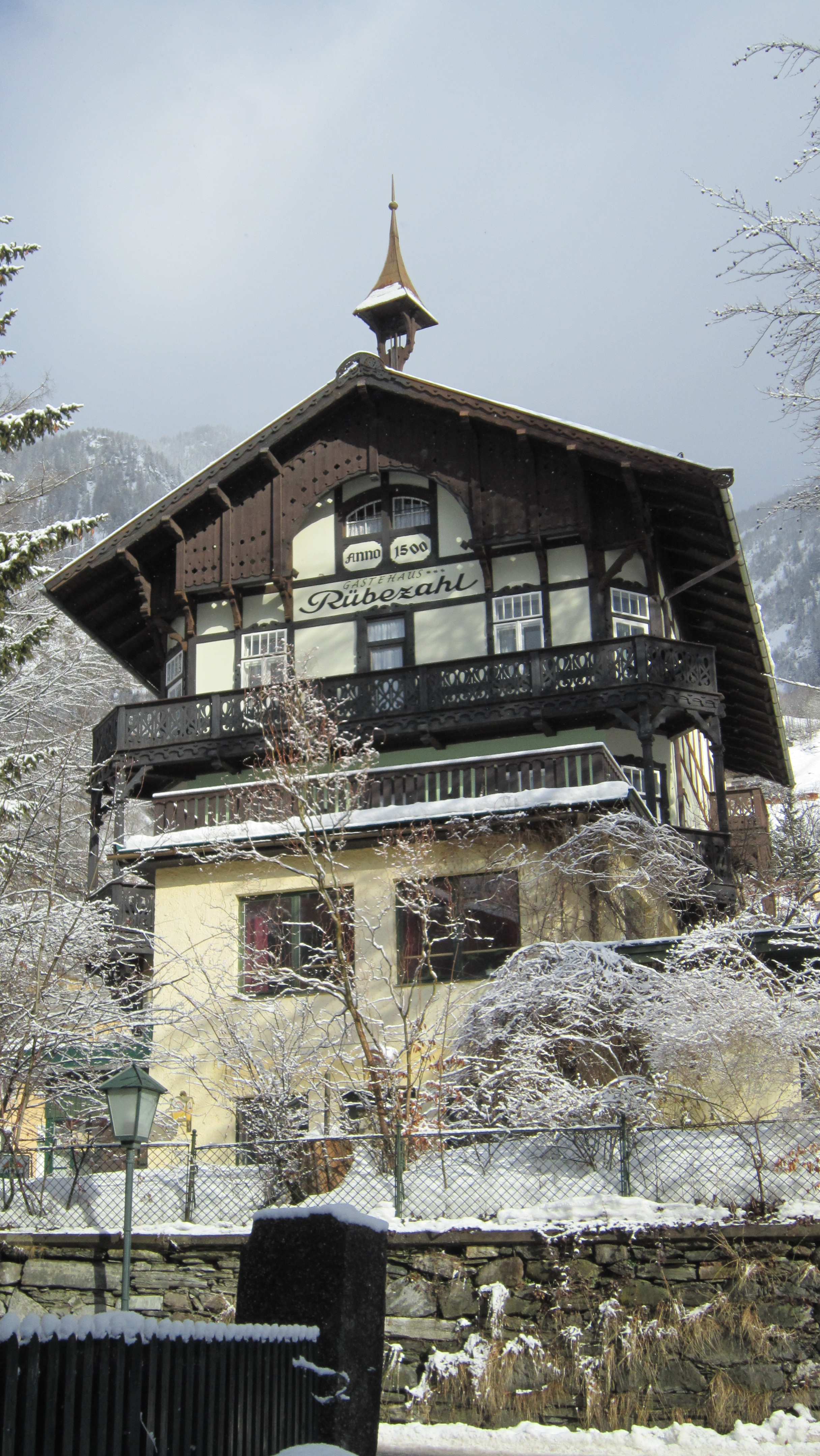